# (120350) Richburns
(120350) Richburns est un astéroïde de la ceinture principale.

## Description
(120350) Richburns est un astéroïde de la ceinture principale. Il fut découvert le 3 mai 2005 aux monts Santa Catalina par le programme CSS. Il présente une orbite caractérisée par un demi-grand axe de 2,47 UA, une excentricité de 0,11 et une inclinaison de 7,0° par rapport à l'écliptique.
Il est nommé d'après un contributeur de la mission OSIRIS-REx dont l'objet est l'étude de l'astéroïde (101955) Bénou.